# Lago di Mezzola
Der Lago di Mezzola (199 m s.l.m.) ist ein rund 4 km² großer und bis zu 69 m tiefer See in der italienischen Provinz Sondrio nördlich des Comer Sees.

## Geographie
Der Lago di Mezzola (in Pierer's Universal-Lexikon von 1862 noch Lago di Riva, und in älterer Literatur als „Clefner-See“, „Lago di Chiavenna“, „Laghetto di Mezola“, „Laghetto Superiore“ und aktuell von staatlichen Stellen auch als „Laghetto di Novate Mezzola“ bezeichnet) liegt etwa fünf Kilometer nördlich des Comer Sees und ist mit diesem durch die aus dem Valchiavenna kommende Mera verbunden. Dieser Teil der Mera wird in Landkarten gelegentlich auch als Canale di Mezzola bezeichnet.
Die beiden Seen trennt seit Jahrhunderten eine flache Schwemmlandebene kaum höher als der Seespiegel. Sie wurde durch das Geschiebe und die Sedimente der Adda und Mera gebildet und wird seit der Regulierung der Adda um den Wechsel vom 19. zum 20. Jahrhundert als Piano di Spagna, bezeichnet. Dort befindet sich nun seit 1983 das gleichnamige Naturschutzgebiet Riserva naturale Pian di Spagna e Lago di Mezzola.
Gespeist wird der See von der Mera, die bereits nördlich des Sees die Piano di Chiavenna gebildet hat. Die weiteren wesentlichen Zuflüsse sind im Nordosten die Codera bei Novate Mezzola und im Osten der Torrente Vallone di Campo sowie in Verceia (Varsceja im Dialekt von Chiavenna) der Torrente Ratti. Im Westen münden der Torrente Valle le Valene und der Torrente Vallone del Poncio in den See. Die Siedlung Albonico (420 m s.l.m.) und der Sasso di Dascio (Dàsc im Comer Dialekt), ein felsiger Aussichtspunkt, beide über dem Westufer, gehören zur Gemeinde Sorico (Soeurich im Comer Dialekt, IPA: [ˈsørik]). Die Felswände des Pizzo di Prata (2727 m s.l.m.) etwa neun Kilometer im Norden, des Sasso Manduino (2888 m s.l.m.) etwa acht Kilometer im Nordosten, des Monte Sciesa (2487 m s.l.m.) etwa sieben Kilometer im Ostsüdosten und des Monte Berlinghera (1930 m s.l.m.) etwa vier Kilometer im Westen, dominieren das Panorama.
Etwa ein Kilometer nördlich des heutigen Lago di Mezzola markiert der Pozzo di Riva, ein Seerest mit einer Fläche von ca. 650 auf 650 Meter, die frühere Ausdehnung des Comer Sees nach Norden. Auf der Höhe der wenigen Häuser von Riva im Osten, reichte er in römischer Zeit im Westen fast bis zur heutigen Fraktion Vigazzolo der Gemeinde Samolaco. Der Hafen befand sich bei San Giovanni all'archetto, heute eine Kirchenruine, und musste um das Jahr 1000 wegen Verlandung nach Riva verlegt werden. Der Pozzo di Riva entstand ab dem 16. Jahrhundert durch Ablagerungen der Mera. Er ist seither vom Lago di Mezzola beinahe vollständig abgetrennt.

## Geologie
Die Entstehung des Sees ist mit der des Comer Sees vor über 1,8 Millionen Jahren verbunden und ist auf das Abschmelzen eines riesigen Gletschers zurückzuführen.

## Geschichte
Der Comer See und damit auch der heutige Lago di Mezzola gehörten zur gallischen Provinz Cisalpine. Nach den Galliern besiedelten die Römer die Region und benannten den nördlichen Seeteil summus lacus (deutsch Spitze des Sees). Die Region wird auf antiken Straßenkarten erwähnt, darunter der Weltkarte des Marcus Vipsanius Agrippa und dem Itinerarium Antonini aus dem 3. Jahrhundert.
Bei „Ponte del Passo“ (noch bis Mitte des 20. Jahrhunderts Passo d'Adda genannt, obwohl die seinerzeit bereits seit rund 50 Jahren regulierte Adda längst drei Kilometer weiter südlich direkt in den Comer See geleitet worden war und sich nicht mehr mit der Mera vereinigte), befand sich der römische Flusshafen Olonio (lat. Olonium). Der Hafen wurde zu einem frühchristlichen Zentrum. Im 15. Jahrhundert wurde er aufgegeben, nachdem er wiederholt überschwemmt worden war. 1444 wurde die Pfarrkirche an Sorico übergeben. Heute ist Olonio völlig verschwunden.
Ein Abschnitt der Via Regia oder Via Regina, die Como mit Chiavenna verbindet, verläuft mit Pflasterung, teilweise aber nur als Pfad über die steilen Westufer, und setzt sich fort in Richtung Norden mit dem Splügenpass, Julierpass alternativ Septimerpass. Dieser Weg wurde bis im Mittelalter von Pilgern benutzt, während Händler und Ware offensichtlich den See überquerten. Unter der langobardischen Herrschaft, wurde die Straße von Königin Theodolinde wieder instand gesetzt, wobei die Kontrolle der Straße oft zu Angriffen führte. Nach der Herrschaft der Franken, erlebte sie die Herrschaft der Visconti und ab 1450 der Sforza. Es folgten Fremdherrschaften der Spanier, Österreicher und für kurze Zeit der Franzosen. Im Laufe des Ersten Weltkrieges wurde dieser Abschnitt durch Pioniere wieder instand gesetzt – wie es eine Felsinschrift am Weg belegt.
Soweit gelegentlich, unter Bezugnahme auf die Karte von G. Walser von 1730, angenommen wird, die Trennung des Lago di Mezzola vom Comer See habe sich erst nach 1730 vollzogen, weil in dieser Karte die beiden heutigen Seen noch als ein See eingezeichnet sind, sprechen ältere zeitgenössische Berichte bereits explizit vom Lago di Mezzola. So berichtet Meister über eine Episode der Müsserkriege, als am 14. April 1531 die angreifenden Bündner, beim Sturm auf die befestigten Stellungen bei Riva am Lago di Mezzola, drei Kriegsschiffe des Müssers erbeuteten, während zwei Weiteren der Rückzug über die Adda nach dem Comer See durch eine Eisenkette versperrt wurde. Demnach war der Lago di Mezzola vom Comer See getrennt und die beiden Seen seinerzeit noch durch die Adda verbunden, die ihren Lauf im Delta während der Jahrhunderte mehrfach änderte. Und Leupold berichtet für das Frühjahr 1625 „Von dem Zeitpunkte an, da Coeuvres [- François-Annibal d’Estrées -] mit seiner Armee vom untern Veltlin aus das Südufer des Lago di Mezzola erreichte, war den Spaniern in den festen Plätzen am östlichen Seeufer der Nachschub [...] auf dem Landwege abgeschnitten, und die Verbindung vom Comer-See her mit jenen Befestigungen konnte fortan nurmehr durch Fahrzeuge aufrecht erhalten werden, die in dem engen Flußbett der Mera stromaufwärts vom Comer-See in den Lago di Mezzola gelangten.“
Das nördliche und östliche Ufer des Sees bildete – mit Unterbrechungen – zwischen 1512 und 1797 die Grenze zwischen dem Herzogtum Mailand und dem Freistaat der Drei Bünde. 1625 war der See Schauplatz der Schlacht bei Verceia. Heute gehört ein Großteil des Sees zur italienischen Provinz Sondrio, ein kleiner Teil zur italienischen Provinz Como, beide Teile der Region Lombardei.
Der Lago di Mezzola mit dem Comer See blieb bis in das 19. Jahrhundert der Hauptverbindungsweg zwischen der Poebene und dem Splügen-, dem Septimer- und dem Malojapassv. v. Riva war der Umschlagplatz des internationalen Nord-Süd-Verkehrs. Hier befanden sich die Burg Mezzola (auch als Kastell Mezzola bezeichnet) zur Überwachung des See- und Landverkehrs, die Sust und das Hospiz, Weideplätze für Saum- und Zugtiere und Vieh, sowie Fischereieinrichtungen. An Gebühren wurde ein kleiner Zoll, ein Hafengeld und eine Weidetaxe erhoben. Erst mit dem aufkommenden Dampfschiffverkehr verloren der Lago di Mezzola und Riva ihre Bedeutung, da diese nur für Kähne mit geringem Tiefgang erreichbar waren.

## Wassersport

### Bademöglichkeiten
Im Jahr 2004 klassifizierte das Gesundheitsministerium den Lago di Mezzola als nicht badetauglich. 2016 beurteilte das Landesumweltamt den chemischen Zustand des Sees aufgrund hoher Konzentrationen von Chrom und anderen Metallen als „nicht gut“. Die Belastung wird verursacht durch die giftige Schlacke eines 1991 geschlossenen Stahlwerks.
2024 findet sich in Novate Mezzola, am Nordufer des Sees, ein stark frequentierter Badestrand.

### Angelsport (ital. Pesca)
Der Angelsport im Lago di Mezzola und dem mit diesem verbundenen Pozzo di Riva, einschließlich des zwischen diesen liegenden Verbindungskanals, unterliegt der Regulierung durch die beiden Provinzen Como und Sondrio.

### Rudersport (ital. Canottaggio)
In Verceia, am Ostufer des Sees, finden sich die Canottieri Retica, der älteste Ruderverein der Provinz Sondrio.

## Sehenswürdigkeiten

### Tempietto di San Fedelino
Idyllisch am Westufer der Einmündung der Mera in den Lago di Mezzola und zu Füßen des Monte Berlinghera gelegen, erinnert der Tempietto di San Fedelino (auch Chiesa oder Oratorio di San Fedelino oder kurz nur San Fedelino genannt) an Fedele di Como. Der Legende nach wurde dieser von Maximian seines christlichen Glaubens wegen verfolgt und im Jahr 298 (nach anderen Angaben 303/304) von Häschern ermordet. Es war eine Zeit heftiger Christenverfolgung. Am Ort der Tat soll er bestattet worden und später ein Schrein errichtet worden sein. Dieser geriet aber wohl bald in Vergessenheit. Denn erst nach seiner Wiederentdeckung im Jahr 964 wurden die sterblichen Überreste als Reliquie nach Como gebracht und im letzten Viertel des 10. Jahrhunderts an der Fundstelle der Tempietto errichtet.
Bei diesem handelt es sich um ein im Stil der Romanik erbautes geostetes römisch-katholisches Kirchlein, das später mit Fresken ausgestattet wurde. Es ist eines der bedeutendsten Beispiele romanischer Architektur in der Diözese Como und ein Zeugnis des lombardisch-romanischen Stils von Como und dem Veltlin. Von der Art und Größe her ist es eigentlich ein kleines Heiligtum (italienisch santuario).
Das kleine Gebäude, das sich mit einer Wand an den anstehenden Fels anlehnt, hat einen nahezu quadratischen Grundriss mit einer halbkreisförmigen Apsis, die durch Pilaster in drei Sektoren unterteilt ist. Das Schiff misst lediglich 3,46 × 3,52 Meter. Das Innere, in das man durch zwei kleine seitliche Eingänge gelangt, jeweils einen im Norden und einen im Süden, bewahrt im Halbrund der kleinen Apsis ein Fresko, das auf das Ende des 10. bis zum Beginn des 11. Jahrhunderts datiert werden kann und Christus Pantokrator darstellt, flankiert von zwei Engeln und weiter unten die Apostel, die in einem Halbkreis angeordnet sind. In der Mitte der Apsis und auch auf der Südseite befindet sich ein einbogiges Fenster. Sehenswert ist auch das schöne Kreuzgewölbe, das zu den ältesten der Diözese Como gehören soll.
Das Kirchlein ruht auf einer Fundamentplatte, die zum Teil aus dem nackten Felsen stammt und zum Teil künstlich errichtet wurde. Mit dem Kirchlein wurde ein früheres Gebäude unklarer Funktion überbaut, wie archäologische Untersuchungen Anfang des 21. Jahrhunderts ergeben haben. Außen ist die Apsis mit Blendbögen und Lisenen aus Tuffstein verziert. Die Mauern sind aus Stein der Umgebung errichtet; vereinzelt wurden Ziegel aus Terrakotta mitverbaut. Das Dach ist giebelständig und mit Steinplatten gedeckt, wie sie auch heute noch auf den Dächern der Region Verwendung finden. Originell ist ein kleines Tympanon, das nach der Überlieferung die dort übliche Figur des Heiligen Christophorus zeigte und mit einem beschrifteten Blindbogen versehen ist.
Zunächst war das Kirchlein Armen- und Taufkirche. Alle Bewohner der Dörfer Samolaco und Mezzola ließen sich in San Fedelino taufen. Im frühen Mittelalter geriet das kleine Gotteshaus aber in Vergessenheit und wurde in keinem Dokument mehr erwähnt; nicht einmal bei Paolo Giovio in dessen Beschreibung des Lario von 1537, La descrizione del Lario.
Mit der Reformation und Gegenreformation in der Schweiz und den Untertanenlanden der Drei Bünde, geriet auch das Valchiavenna mit dem Lago di Mezzola in den Sog der Bündner Wirren. Der See und mit ihm das Kirchlein bildete nun die Grenze zwischen den reformierten Bündnern gegenüber den Altgläubigen. Das Kirchengebäude wurde Teil der Befestigungen der katholischen Spanier, die in Mailand herrschten, und später als Stall sowie als Lager und Küche der Arbeiter umliegender Steinbrüche genutzt, in denen der so genannte San-Fedelino-Granit noch heute abgebaut wird.
Obwohl auf dem Gebiet der Gemeinde Sorico gelegen, steht das Kirchlein im Eigentum der Pfarrei von Novate Mezzola, welche San Fedelino im Jahr 1905 erworben hat und restaurieren ließ. 1992 erfolgte die zweite und in den letzten Jahren, dank Rotary International, eine erneute umfassende Restaurierung.
San Fedelino ist von Casenda, einem Ortsteil der Gemeinde Samolaco, zu Fuß in etwa 90 Minuten zu erreichen. Der Weg ist ausgeschildert und führt zunächst zur Ruine der Kirche San Giovanni all'Archetto. Auch von Dascio gibt es einen Zugang. Und ferner besteht die Möglichkeit, das Kirchlein mit dem Boot vom kleinen Hafen von Verceia und auch von Dascio aus zu erreichen. Im Jahr 2024 ist das Kirchlein von April bis Ende Oktober jeweils am Samstag und Sonntag und den Feiertagen von 14 Uhr bis 17 Uhr geöffnet.

### Pian di Spagna e Lago di Mezzola
Mit „Pian di Spagna e Lago di Mezzola“ wird ein etwa 1613 Hektar großes Naturschutzgebiet zwischen dem Lago di Mezzola und dem Comer See bezeichnet. Es wurde 1983 geschaffen und umfasst im Wesentlichen die durch die Adda gebildete Schwemmlandebene, welche seit erst etwa 200 Jahren den nunmehrigen Lago di Mezzola vom Comer See trennt. Das völlig flache Feuchtgebiet liegt auf einer Höhe von etwa 200 m s.l.m. und überragt die Seehöhen von Lago di Mezzola und Comer See nur um etwa einen Meter.
Die Namensgebung des Piano di Spagna erfolgte in Anlehnung an die Herrschaft der Spanier, die zwischen 1535 und 1706 im Herzogtum Mailand und damit auch im Bereich des heutigen Piano di Spagna herrschten. Hier ließen sie 1603–1609 südlich des heutigen Flusslaufs der Adda auf dem Monteggiolo di Colico (298 m s.l.m.) die Festung Forte di Fuentes errichteten. Die Ruinen der 1796 von den Franzosen zerstörten Festung sind seit 2012 ein Museum.
Das Feuchtgebiet lädt jedes Jahr zum großen Bird-Watching-Event ein. Seltene Vogelarten brüten dort geschützt. Wanderwege durchziehen das gesamte Naturschutzgebiet, wobei einige der Wege nur zusammen mit einem Führer des Schutzgebiets begangen werden dürfen. Zahlreiche Führungen zu den verschiedensten Themen werden angeboten.